# Goggia
Goggia es un género de gecos de la familia Gekkonidae. Es un género relativamente reciente (1997), y las especies se encontraban anteriormente en el género Phyllodactylus. Los miembros de este género se distribuyen por Sudáfrica y Namibia.

## Especies
Se reconocen las siguientes nueve especies:
- Goggia braacki (Good, Bauer & Branch, 1996)
- Goggia essexi (Hewitt, 1925)
- Goggia gemmula (Bauer, Branch & Good, 1996)
- Goggia hewitti (Branch, Bauer & Good, 1995)
- Goggia hexapora (Branch, Bauer & Good, 1995)
- Goggia lineata (Gray, 1838)
- Goggia sabula Conradie, Hundermark, Kemp & Keates, 2025[3]
- Goggia microlepidota (Fitzsimons, 1939)
- Goggia rupicola (Fitzsimons, 1938)